# Le Poisson (Frank Gehry)
Pour l’article homonyme, voir Le Poisson.
Le Poisson (en catalan : El Peix) est une sculpture monumentale en acier de Frank Gehry, située dans le port olympique de Barcelone, dans l'arrondissement de Sant Martí.

## Présentation
El Peix ("Le Poisson"), également connu sous les noms El Peix Daurat ("Le Poisson d'or") et El Peix olimpic ("Le Poisson olympique"), est une œuvre réalisée par l'architecte canadien Frank Gehry en 1992, à l'occasion des Jeux olympiques d'été de 1992. 
Sculpture monumentale très médiatisée, elle est devenue un site touristique classique de Barcelone.

## Historique
Elle est inaugurée le 11 juillet 1992 à l'occasion des Jeux olympiques de 1992.

## Localisation et accès
L'œuvre est située au pied du gratte-ciel de l'Hôtel Arts, œuvre de l'architecte Bruce Graham.
Elle est accessible par la station Ciutadella-Vila Olímpica de la ligne 4 du métro de Barcelone.
Vue depuis de nombreux points de la ville, notamment, et au plus près, de la plage du Somorrostro, site du tourisme de mémoire connu dans le monde de l'art pour être l'emplacement de la célèbre photographie Soldate républicaine à Barcelone de Gerda Taro durant la guerre d'Espagne, et du quartier de La Barceloneta, lieu populaire du tourisme international, la sculpture est devenue l'objet des vues touristiques classiques de Barcelone.